# Worldometer
Worldometer（旧Worldometers）は、さまざまなトピックに関するカウンターとリアルタイムな統計を提供するリファレンスウェブサイトである。データ会社Dadaxが所有・運営しており、オンライン広告によって収益を上げている。31の言語で利用可能であり、政府、世界人口、経済、社会、メディア、環境、食料と水、エネルギー、健康などのトピックをカバーしている。
2020年初頭、COVID-19パンデミックに関連する統計を掲載したことにより、同サイトの人気は大きく高まった。

## 歴史
このウェブサイトは、ロシアからアメリカ合衆国に移住したアンドレイ・アリメトフによって2004年に設立された。2011年、アメリカ図書館協会によって、最も優れた無料リファレンスウェブサイトの一つに選ばれた。
2020年1月に名称を「Worldometers」から「Worldometer」へと変更し、単数形のドメイン名への移行を発表した。

### COVID-19パンデミック
2020年初頭、COVID-19パンデミックの間に、このウェブサイトは人気を獲得したが、2020年3月にはサイバー攻撃を受けた。サイトはDDoS攻撃を受け、その数日後にハッキングされ、約20分間にわたりCOVID-19統計ページに誤った情報が表示された。ハッキングされたサイトには、バチカン市国におけるCOVID-19感染者数が急増したかのような情報が表示され、一部のソーシャルメディア利用者の間でパニックを引き起こした。スペイン政府は、自国が他のほとんどの国を上回る数の検査を実施したと主張するためにこのサイトの統計を使用した。また、WorldometersのCOVID-19統計は、『フィナンシャル・タイムズ』、『ニューヨーク・タイムズ』、『ワシントン・ポスト』、『CNN』、『ヘジ・グローボ』によって引用された。
Worldometerは、所有権の透明性、データソースへの引用の欠如、COVID-19統計およびライブランキングの信頼性に関する批判にも直面した。
2020年4月、英語版ウィキペディアの編集者たちは、WorldometerのCOVID-19統計がしばしば信頼できないため、パンデミック関連のページでは引用すべきではないと決定した。

## 評価
アワー・ワールド・イン・データのデータマネージャーであるエドゥアール・マチューは、「彼らの主な焦点は、情報源が信頼できるかどうか、十分に出典が示されているかどうかにかかわらず、最新の数値を得ることのようだ」と述べた。
イェール大学の疫学者バージニア・ピッツァーは、このサイトを「正当ではあるが、欠陥があり、不整合があり、誤りを含んでいる」と評した。
アクオシスによると、ユーザーの関心が最高潮に達した際、このウェブサイトは2020年4月に世界で28番目に多く訪問されたサイトとなった。訪問者の最多はアメリカ合衆国（25.8%）で、次いで日本（17.9%）、インド（8.67%）、イギリス（6.6%）、韓国（5.8%）、カナダ（5.18%）、ドイツ（3.13%）、オーストラリア（2.49%）、ポーランド（2.18%）、フランス（1.73%）、トルコ（1.66%）、ブラジル（1.65%）、アルゼンチン（1.52%）であった。
2023年3月までに、SimilarWebのトラフィックデータによれば、Worldometerは世界順位5963位まで下落した。